# Neo Mr. Do!
Neo Mr. Do! est un jeu vidéo d'action-labyrinthe développé par Visco et édité par SNK en 1996 sur Neo-Geo MVS (NGM 207),,. Il s'agit d'une remake de Mr. Do! sorti en 1982.
Licencié par PixelHeart depuis 2020, le jeu bénéficie en 2023 d'une réédition sur Neo-Geo MVS et Neo-Geo AES sous le nom de Punky Circus. Outre le changement de nom due à des questions légales, le jeu bénéficie de modifications cosmétiques. Une réédition sur Neo-Geo CD est également prévue en 2025.

## Système de jeu
Dans ce jeu, le joueur incarne un clown évoluant dans un univers coloré et inspiré des dessins animés. Chaque niveau est rempli d’ennemis qui poursuivent le personnage, mais ils peuvent être éliminés de différentes manières : en utilisant une balle de puissance ou en déclenchant la chute d’éléments du décor. L’objectif principal de chaque niveau est de collecter tous les objets spécifiques (comme des torches bleues, des carottes ou des cerises, selon le niveau) ou d’éliminer tous les ennemis pour accéder au niveau suivant.
En progressant, le joueur peut également récupérer des lettres formant le mot “EXTRA”. Une fois ce mot complété, un niveau bonus est débloqué, offrant une opportunité de marquer un maximum de points. Par ailleurs, en accumulant 100 pièces disséminées à travers les niveaux, le joueur gagne une vie supplémentaire, augmentant ses chances de poursuivre l’aventure.